# جورج ر. إدواردز
جورج ر. إدواردز (بالإنجليزية: George R. Edwards)‏ هو مدرب كرة سلة أمريكي، ولد في عقد 1895، وتوفي في 10 يونيو 1972.